# Pâglișa
Pâglișa – wieś w Rumunii, w okręgu Kluż, w gminie Dăbâca. W 2011 roku liczyła 134 mieszkańców.